# 西女國
西女國，古代女國名，是母系社會，位於東羅馬帝國西南地中海中，約存於中國南北朝至唐代。《大唐西域記》載：“（波斯）西北接拂懔国，境壤风俗，同波剌斯。形貌语言，稍有乖异，多珍宝，亦福饶也。拂懍國西南海島有西女國，皆是女人，略無男子。多諸珍寶貨，附拂懍國，故拂懍王歲遣丈夫配焉，其俗產男皆不舉也。”其中“懍”為“菻”轉寫的變體（隋唐時期稱東羅馬帝國為“拂菻國”），拂懍國在波剌斯國西北，當為東羅馬帝國，西女國應是東羅馬帝國勢力範圍。和东女国一樣是《西遊記》中女兒國的原型。

## 外部連結
[在维基数据编辑]
 《欽定古今圖書集成·方輿彙編·邊裔典·西女部》，出自陈梦雷《古今圖書集成》